# Jordi Lloret Prieto

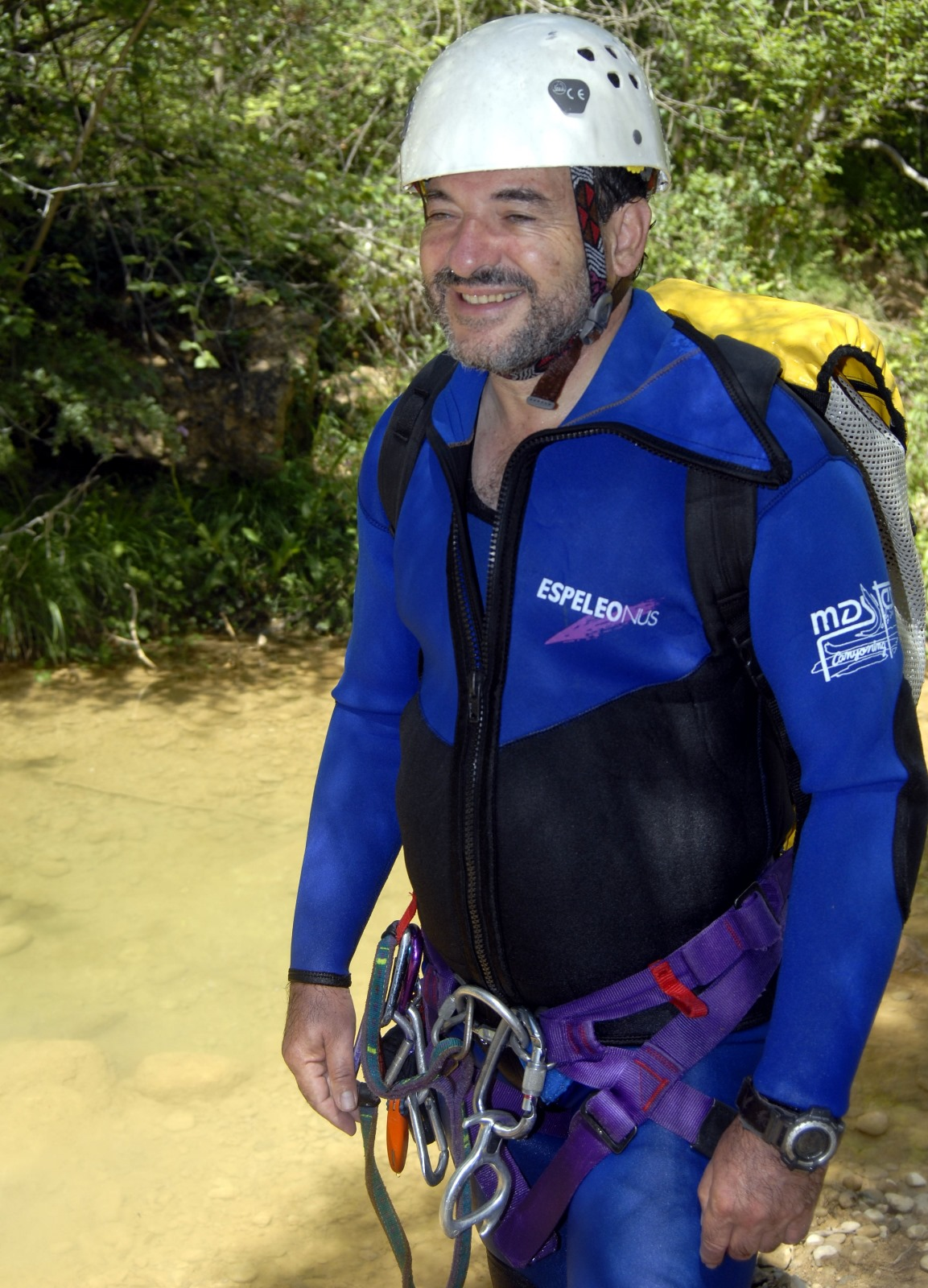
Jordi Lloret Prieto (Espeleòleg, Foto cedida per Roman Montull)

Jordi Lloret Prieto (Barcelona, 25 octubre 1954 - Barcelona,18 març 2017) va ser un espeleòleg català, explorador, cartògraf, fotògraf i documentalista.
El 1971, amb disset anys, es va iniciar al Grup d'Espeleologia del Foment Martinenc (GEFOMA), d'on va arribar a ser directiu.
Fins al 1979 va formar part de l'Equip de Rescat Espeleològic de la Companyia Alpina de la Creu Roja de Barcelona, del Grup de Socors de Muntanya de la Federació d'Entitats Excursionistes de Catalunya (FEEC), del Comitè Català d'Espeleologia, del Club Deportivo de Ingenieros Industriales de Madrid i del Spéléo Club de París. El 1979 va ser cofundador del Centre de Documentació Espeleològica, de la revista Bibliografia Espeleològica Hispànica i membre de la Secció d'Investigacions Espeleològiques (SIE) del Centre Excursionista Àliga. Durant els anys 1970-1990, va explorar, amb tècnica alpina, grans cavitats verticals dels Pics d'Europa, Pirineus francesos i relleus càrstics d'alta muntanya a la província d'Osca, Cantàbria, País Basc, etc. Més endavant es va interessar per la vulcanoespeleologia i carst tropical. Va fer exploracions en una vuitantena de països, participant en la primera campanya espeleològica a la Illa de Pasqua, on va reportar l'existència de més d'un miler de coves, i en la primera visita d'occidentals a la tribu dels Tau't Batú (Taawt Bato), habitants de les cavernes a Palawan (Filipines).
Lloret va publicar nombrosos treballs sobre espeleologia en revistes especialitzades, el 2010 va cofundar l'entitat «Comissió per a la protecció de l'avenc Montserrat Ubach i l'entorn», de la qual va ser després vicepresident honorífic. Va ser coautor del llibre Ruta geològica de l'Avenc Montserrat Ubach, una enorme cova on predomina el component vertical (té una profunditat de 202 metres), declarada per la Generalitat «espai d'interès geològic de Catalunya» l'any 2020.
Des del 2005 va formar part del Museo de la Espeleología, ubicat al municipi de Gójar (Granada) essent un incansable documentalista fins a la seva mort el 2017. Actualment, en honor seu, l'espai es denomina: Museo de la Espeleología y Centro de Documentación Jordi Lloret.
Jordi Lloret va morir el 2017 i se li va retre un homenatge de comiat a la natura, coincidint amb la inauguració de la «ruta geològica de l'avenc Montserrat Ubach», el lloc on Lloret va fer la seva última sortida espeleològica.